# Gzowice-Folwark
Gzowice-Folwark (prononciation : [ɡzɔˈvit͡sɛ ˈfɔlvark]) est un village polonais de la gmina de Jedlnia-Letnisko dans le powiat de Radom de la voïvodie de Mazovie dans le centre-est de la Pologne.
Le village compte approximativement une population de 89 habitants en 2014.

## Histoire
De 1975 à 1998, le village appartenait administrativement à la voïvodie de Radom.